# David Bernabéu
Vicente David Bernabéu Armengol (Alcira, 9 gennaio 1975) è un ex ciclista su strada spagnolo, specialista delle corse a tappe, che ha corso tra i professionisti dal 1999 al 2011 cogliendo dodici successi.

## Carriera
Bernabéu debuttò tra i professionisti nel 1999, a 24 anni, nel team portoghese Boavista. La stagione 2002 lo vide cogliere i primi successi, con le vittorie al Troféu Joaquim Agostinho e al Tour du Finistère, accompagnate dal secondo posto alla Vuelta a Asturias e alla Volta ao Alentejo, il quinto alla Volta a Portugal e il settimo alla Vuelta a Castilla y León. Nel 2003 si aggiudicò la settima tappa della Parigi-Nizza: in salita, rispose a un attacco di Iván Parra, staccandosi dal gruppo assieme al compagno di squadra Fabian Jeker. I tre resistettero al ritorno del gruppo e Bernabéu vinse la frazione davanti a Jeker, terminando la corsa al sesto posto. Inoltre fu secondo nella classifica finale della Vuelta a la Comunidad Valenciana. Nella stagione seguente si piazzò nono alla Volta ao Algarve e ottavo al Tour de Pologne, vincendo il Giro del Portogallo.
Nel 2005 fu secondo nell'ultima edizione della Setmana Catalana (dietro al solo Alberto Contador), mentre nel mese di aprile giunse quarto al Giro del Trentino. Nel 2006 vinse il Challenge di Mallorca, arrivando terzo sia alla Comunidad Valenciana sia alla Vuelta a Murcia. Concluse il Giro del Portogallo 2007 al settimo posto e il Tour du Poitou Charentes et de la Vienne al quarto. Nell'annata successiva fu dodicesimo nella classifica generale della Volta a Portugal, migliorandosi nel 2009 con un terzo posto. Nel 2010 fu quarto alla Vuelta a Castilla y León, settimo al Troféu Joaquim Agostinho e secondo al Giro del Portogallo: in quest'ultima corsa, ritornò alla vittoria dopo quattro anni, andando a vincere una cronometro di 33 km nella nona frazione del Giro e terminando la corsa in seconda posizione alle spalle di David Blanco. Nel suo ultimo anno da professionista, corse la sua seconda Vuelta con la formazione Andalucía, ritirandosi a fine stagione.

## Palmarès
- 1998 (Dilettanti)

Classifica generale Vuelta a Toledo
1ª tappa Volta a Tras os Montes e Alto Douro
- 2002 (Carvalhelhos-Boavista, tre vittorie)

Tour du Finistère
3ª tappa Troféu Joaquim Agostinho (Sobral de Monte Agraço > Alto Montejunto)
Classifica generale Troféu Joaquim Agostinho
- 2003 (Milaneza-MSS, una vittoria)

7ª tappa Parigi-Nizza (Nizza > Nizza)
- 2004 (Milaneza Maya, due vittorie)

Classifica generale Troféu Joaquim Agostinho
Classifica generale Volta a Portugal
- 2006 (Comunidad Valenciana, una vittoria)

Trofeo Pollença (3ª prova Challenge de Mallorca)
- 2010 (Barbot-Siper, una vittoria)

9ª tappa Volta a Portugal (Pedrogão > Leiria)

### Altri successi
- 2006 (Comunidad Valenciana)

Classifica finale Challenge de Mallorca
- 2010 (Barbot-Siper)

Clássica Memorial Bruno Neves

## Piazzamenti

### Grandi Giri
- Vuelta a España

2005: 49º
2011: 89º